# 60 Andromedae
60 Andromedae (kurz 60 And) ist ein dem bloßen Auge ziemlich lichtschwach erscheinendes, gelborange schimmerndes Dreifachstern-System im nördlichen Sternbild Andromeda. Es liegt westnordwestlich des hellen Sterns Alamak. 60 Andromedae ist seine Flamsteed-Bezeichnung, doch hat es auch die Bayer-Bezeichnung b Andromedae. Die scheinbare Gesamthelligkeit des Sternsystems beträgt 4,83m. Nach Parallaxen-Messungen der Raumsonde Gaia ist es etwa 620 Lichtjahre von der Erde entfernt.
Die Hauptkomponente ist der hellste Stern des Systems. Sie zählt zu den Riesensternen und besitzt die Spektralklasse K4 III. Nach einer etwas anderen wissenschaftlichen Einschätzung gehört sie dem Spektraltyp K3.5 III Ba0,4 an, wonach sie in ihrem Spektrum eine Überhäufigkeit an einfach ionisiertem Barium aufweist und somit ein Bariumstern ist. Ihre Masse wird auf etwa zwei Sonnenmassen geschätzt. Direkte Messungen ihrer Größe ergaben, dass sie von der Erde aus betrachtet bei Berücksichtigung der Randverdunkelung einen Winkeldurchmesser von etwa 2,94 Millibogensekunden hat. Daraus errechnet sich bei Voraussetzung der oben angegebenen Entfernung ihr physischer Durchmesser zu rund 60 Sonnendurchmessern. Dies steht in guter Übereinstimmung mit dem aus den Gaia-Daten ermittelten Wert von 61,4 Sonnendurchmessern. Die effektive Temperatur der Photosphäre des Riesensterns ist mit circa 4050 Kelvin deutlich niedriger als jene der Sonne.
Der Begleiter, der vermutlich ein Weißer Zwerg ist, umrundet den Hauptstern von 60 And mit einer Umlaufzeit von 748,2 ± 0,4 Tagen auf einem stark elliptischen Orbit. Die dritte Komponente des Sternsystems hatte im Jahr 1987 von der Erde aus betrachtet eine Winkeldistanz von 0,2 Bogensekunden zum Hauptstern.